# مترو (فیلم ۱۹۸۵)
مترو (انگلیسی: Subway) یک فیلم در ژانر رمانتیک به کارگردانی لوک بسون است که در سال ۱۹۸۵ منتشر شد.

## بازیگران
- ایزابل آجانی
- کریستوفر لمبرت
- میشل گالابرو
- ژان-هوگ آنگلاد
- ریشار بورینژه
- ژان-پیر باکری
- ژان رنو
- اریک سرا
- بنوآ رژان
- ایزابل سادویان
- لوک بسون
- کلود ملکی